# Eulichas funebris
Eulichas funebris is een keversoort uit de familie Eulichadidae. De wetenschappelijke naam van de soort is voor het eerst geldig gepubliceerd in 1853 door Westwood.